# Orador de Glana
Orador de Glana (en francès Oradour-sur-Glane) és un municipi francès situat al departament de l'Alta Viena i a la regió de la Nova Aquitània.

## Demografia
| 1962                                       | 1968  | 1975  | 1982  | 1990  | 1999  | 2007  |
| ------------------------------------------ | ----- | ----- | ----- | ----- | ----- | ----- |
| 1.540                                      | 1.671 | 1.759 | 1.941 | 1.998 | 2.024 | 2.205 |
| Des de 1962: població sense dobles comptes |       |       |       |       |       |       |

## Administració
| Període | Identitat       | Partit |
| ------- | --------------- | ------ |
| 2008-   | Raymond Frugier |        |

## Història
El nom del municipi està indissolublement lligat a la massacre d'Orador de Glana, duta a terme per la Segona Divisió Panzer de la 2a Divisió SS Das Reich.

## Galeria d'imatges

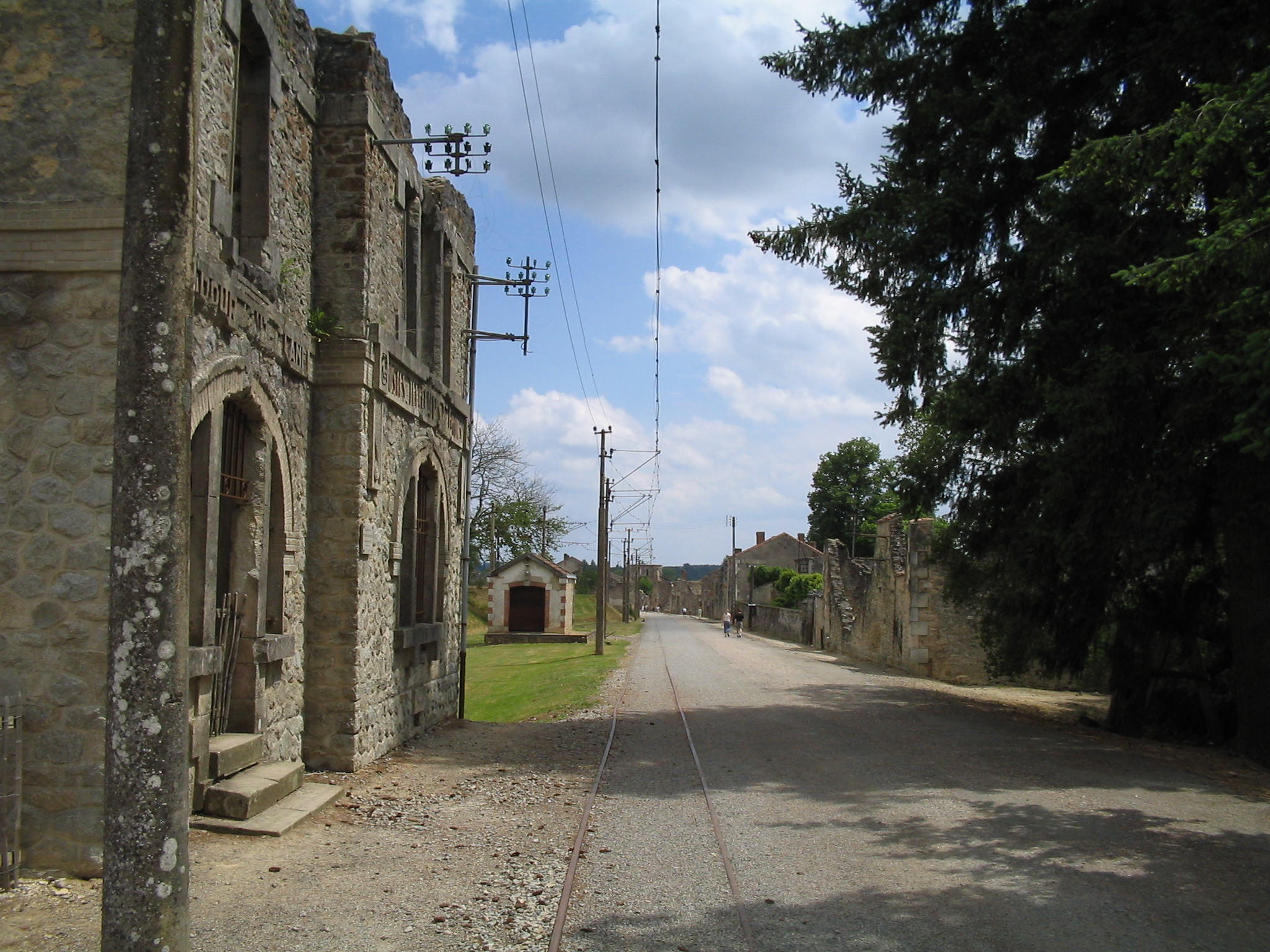
Detall dels rails i la catenària
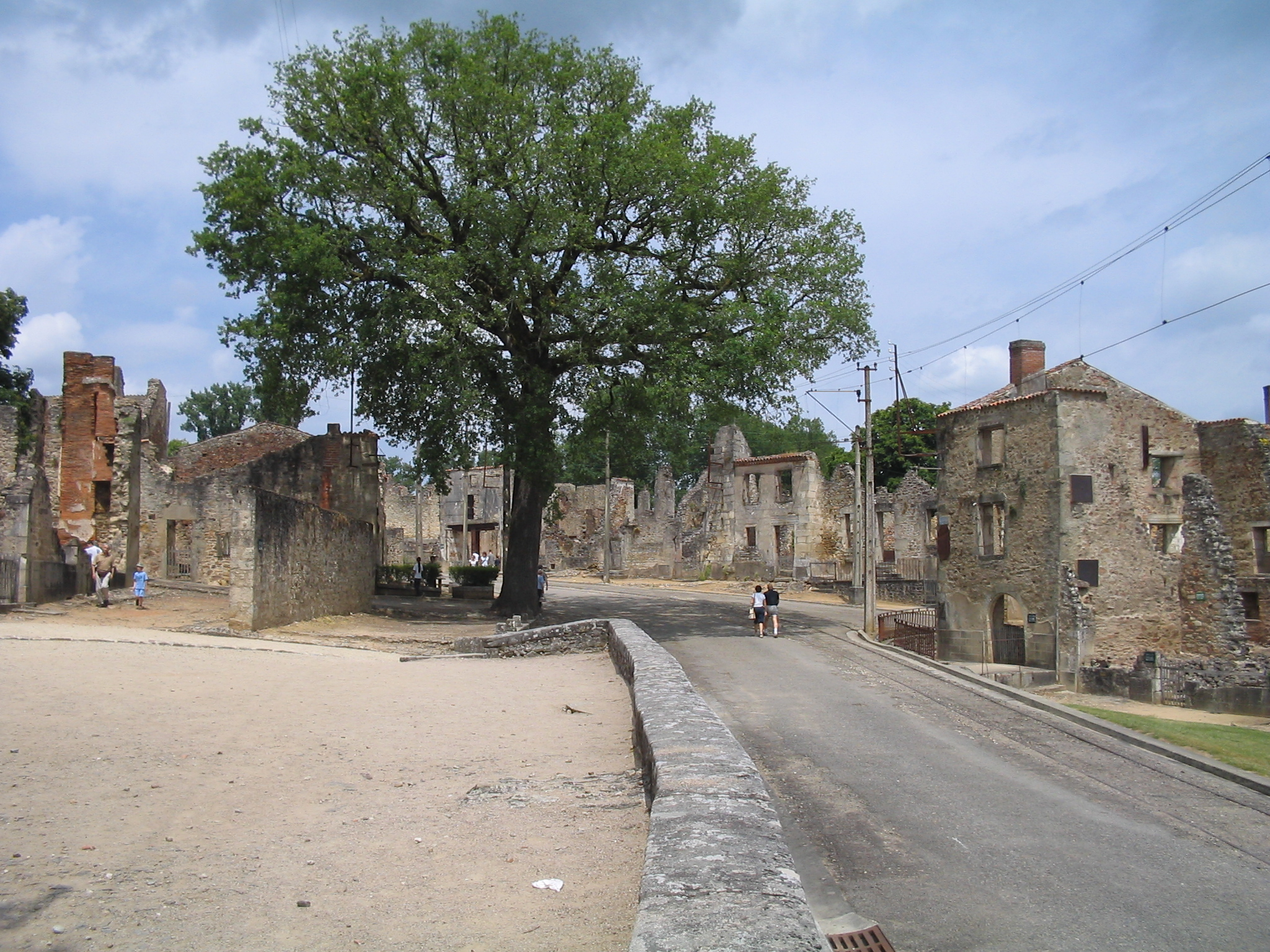
Carrer principal
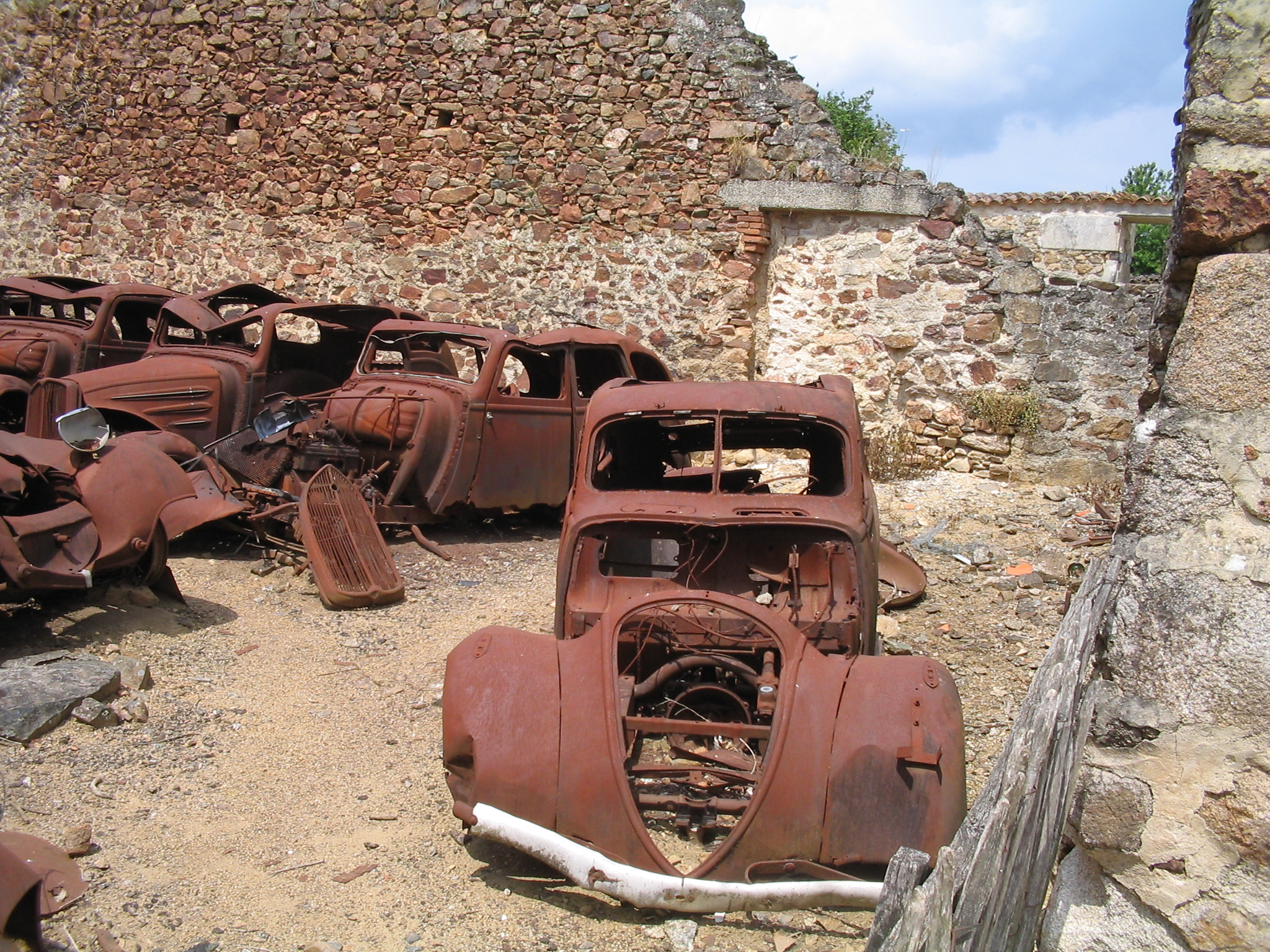
Runes d'un garatge
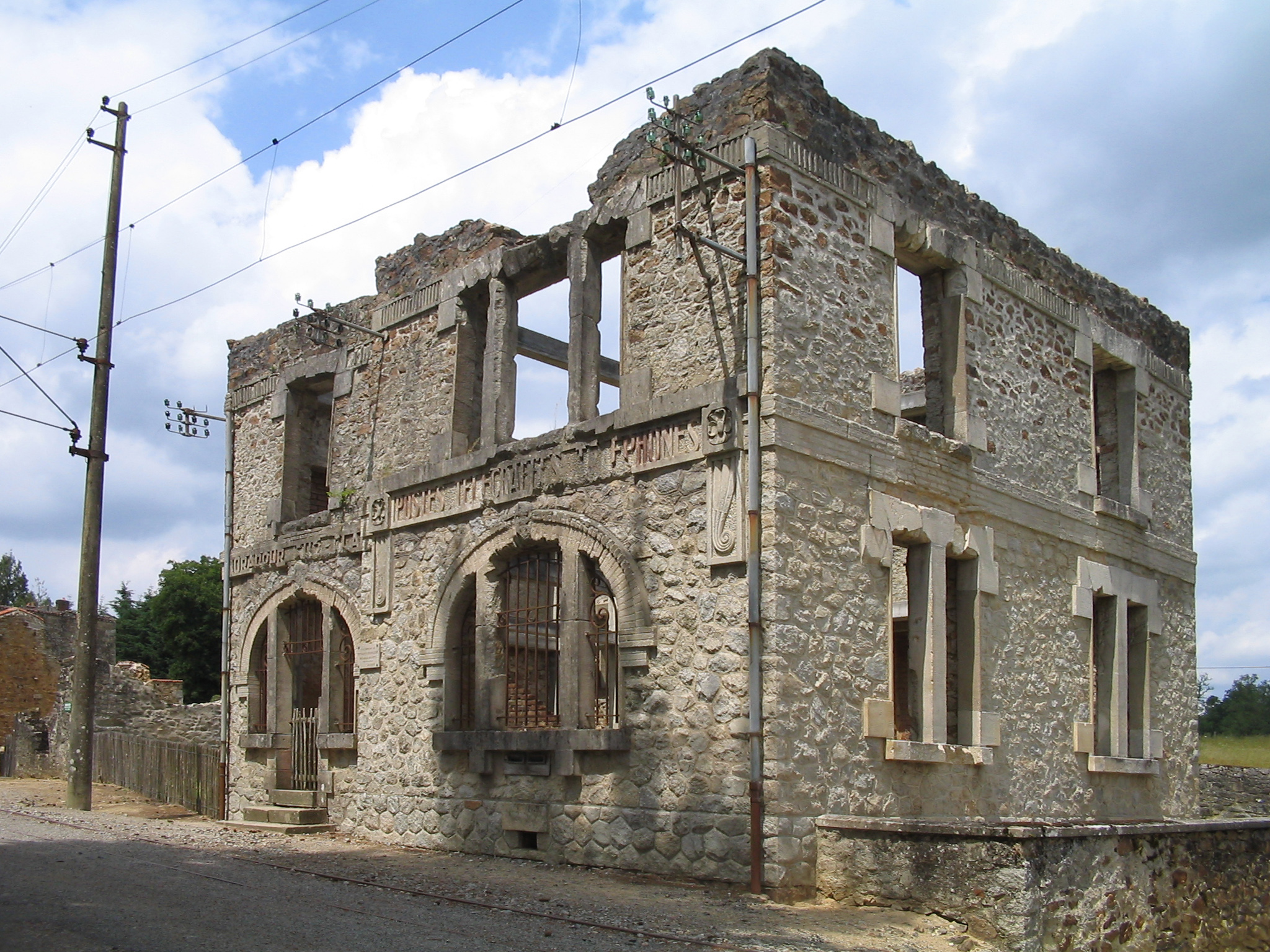
Antiga oficina de correus
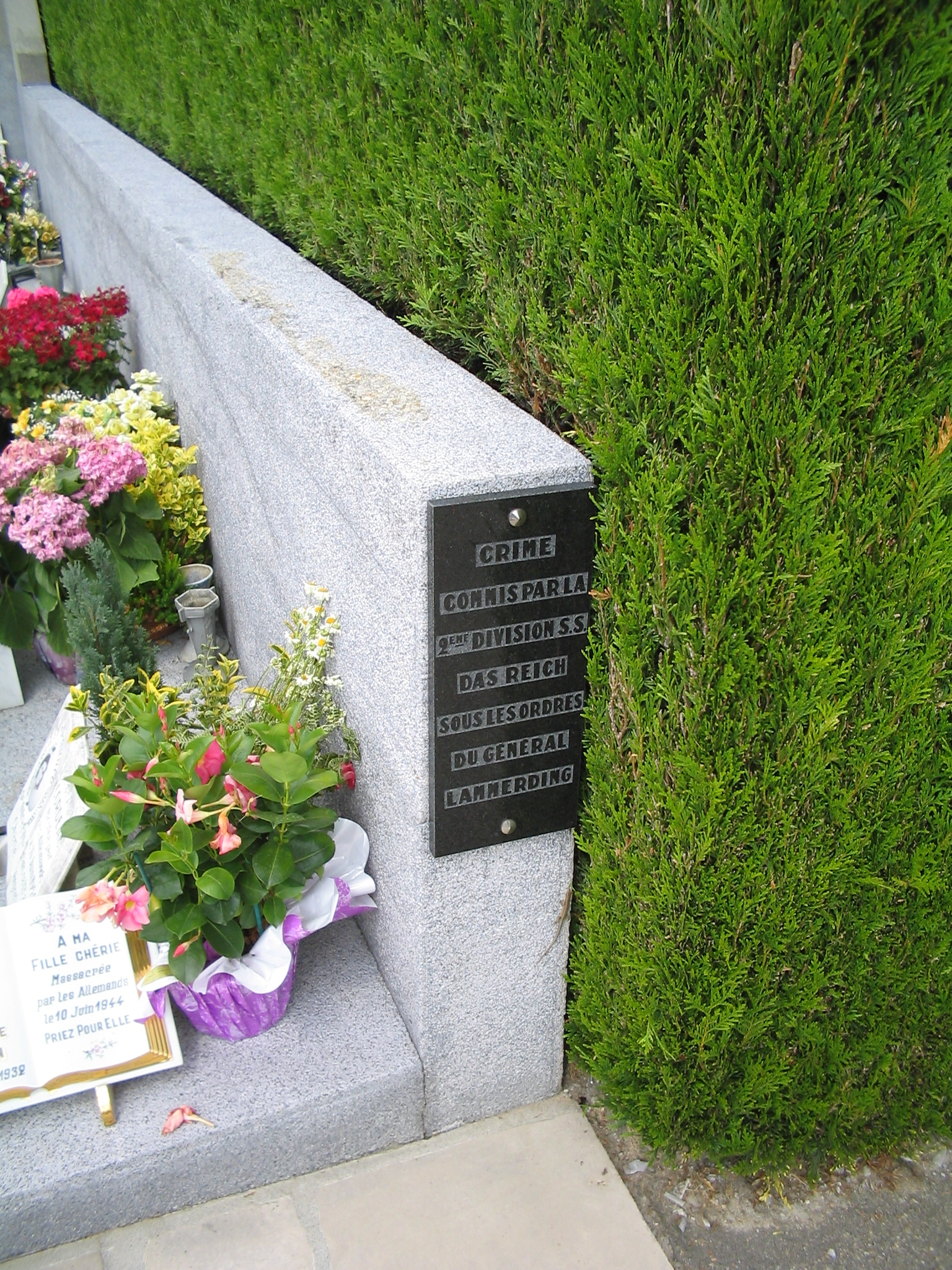
Placa de record al cementiri
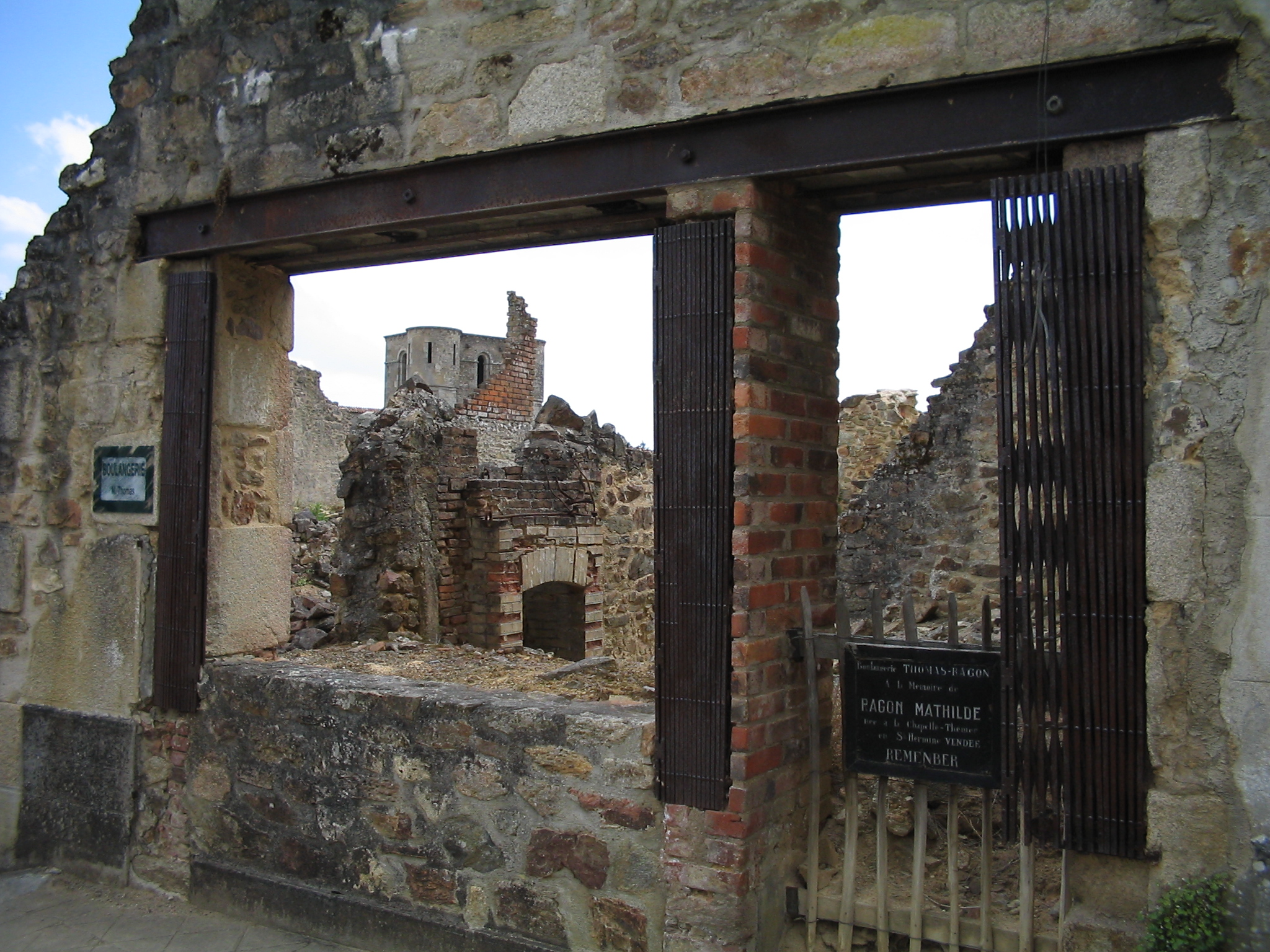
Forn Thomas-Ragon
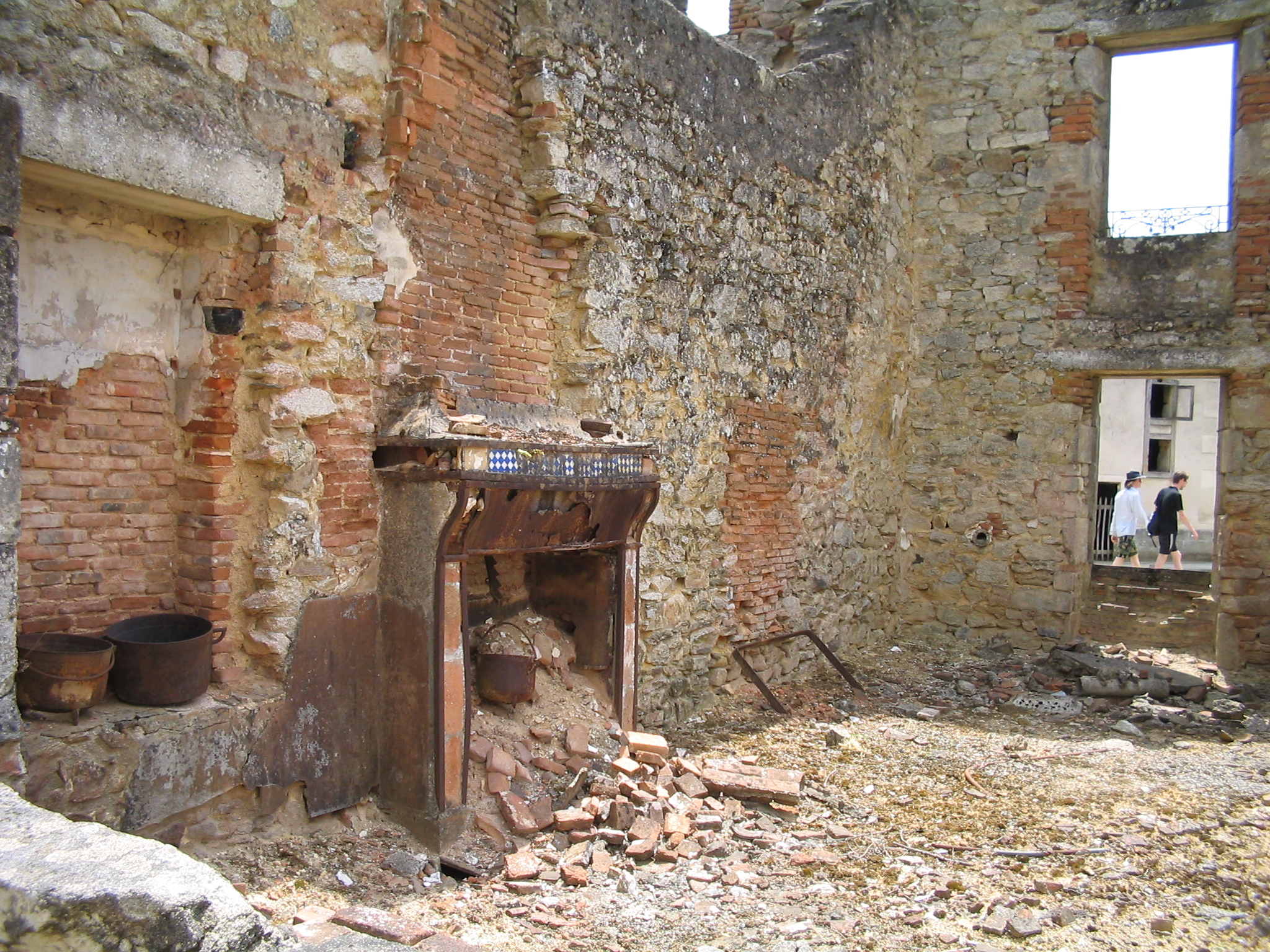
Restes d'una xemeneia
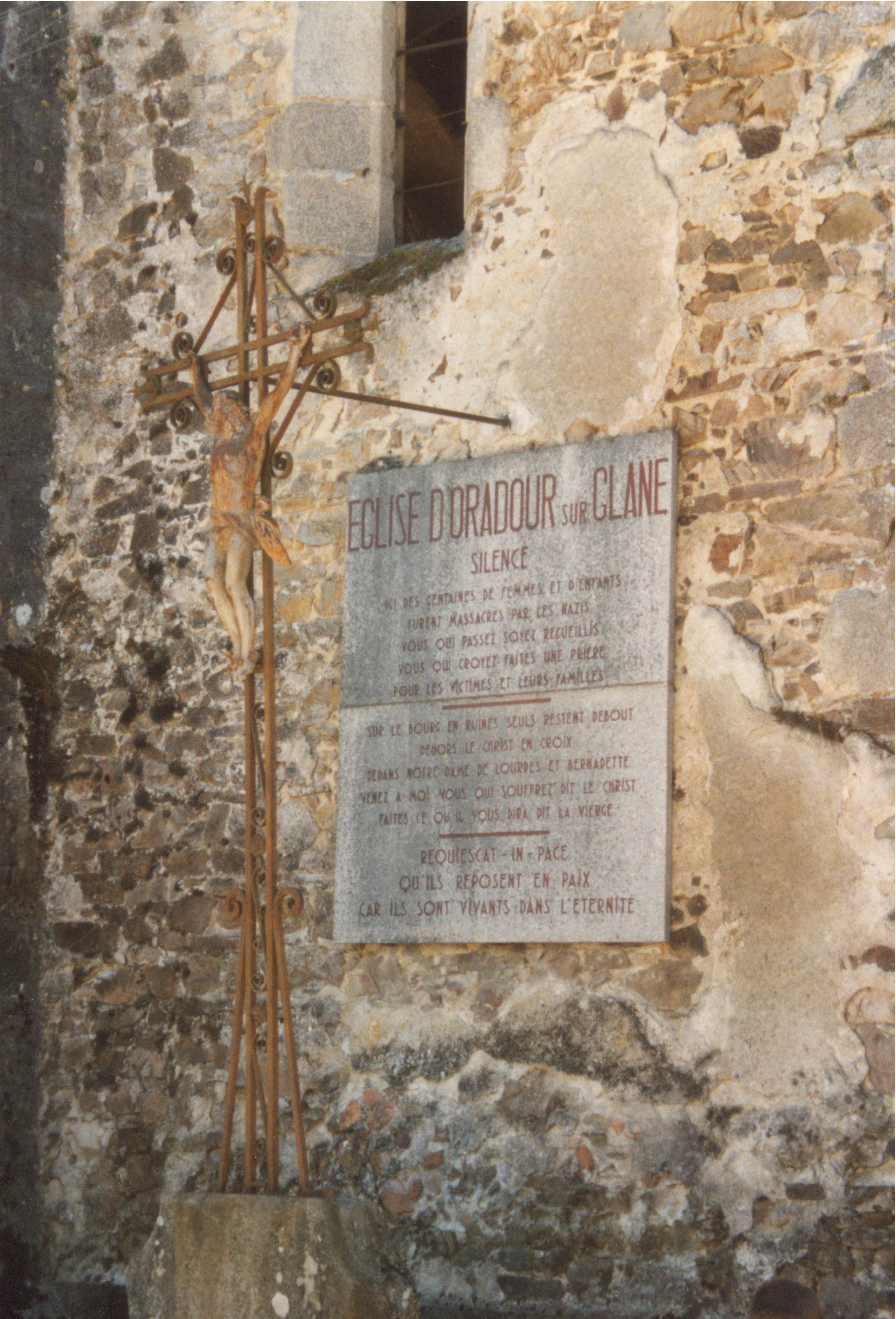
Placa a l'església
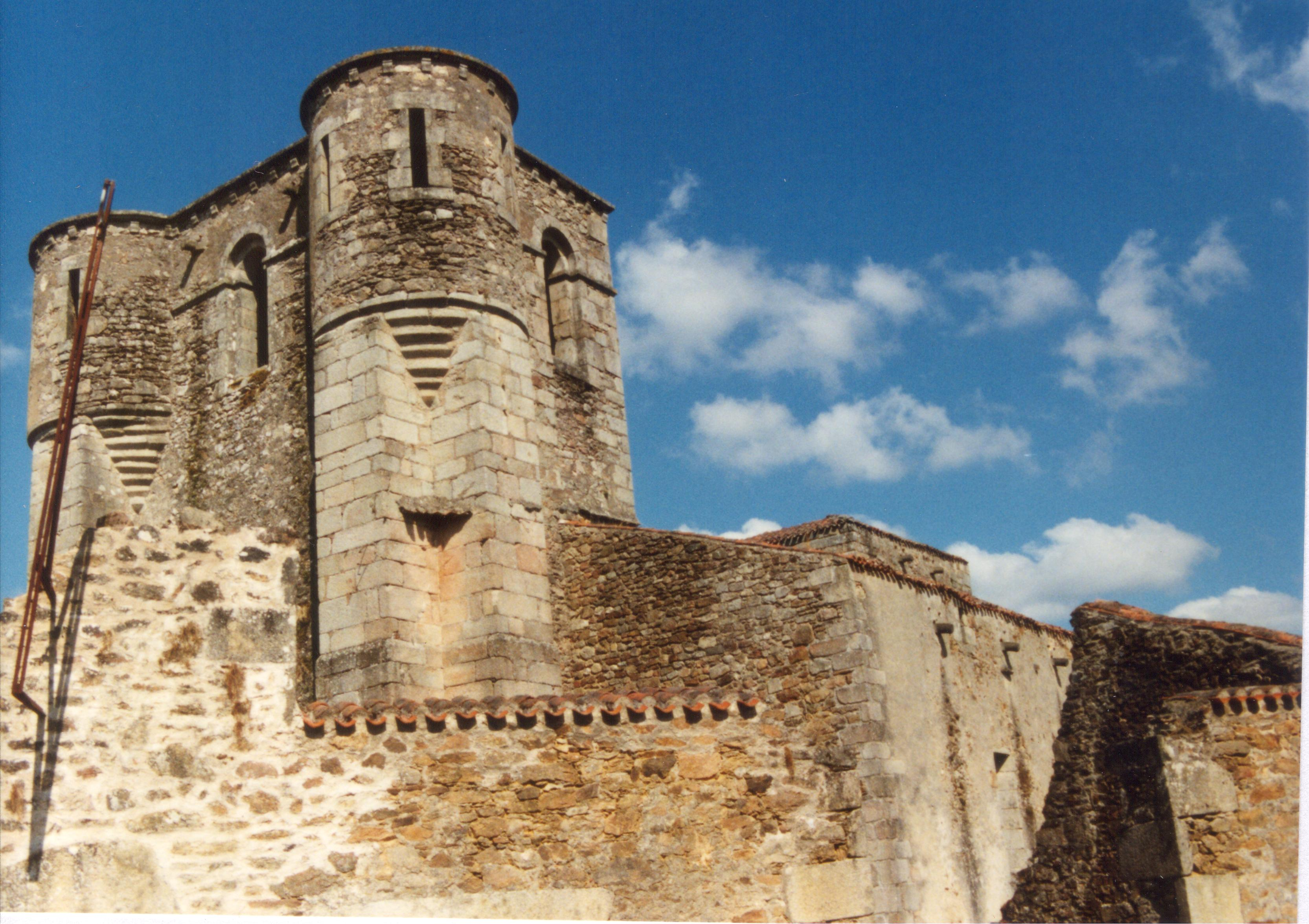
Església d'Orador de Glana